# NGC 6177
NGC 6177 (również PGC 58390 lub UGC 10428) – galaktyka spiralna z poprzeczką (SBb), znajdująca się w gwiazdozbiorze Herkulesa. Odkrył ją William Herschel 28 maja 1791 roku. Jest to galaktyka z aktywnym jądrem typu LINER.